# Схема римування
Схема римування — рими наприкінці кожного рядка вірша чи пісні. Зазвичай на них посилаються за допомогою літер для вказання рядків, які римуються.
Рядки, що позначені однією літерою, римуються між собою.
Приклад: схема рими
[abab acac bbcc]: Як приклад схеми, візьмемо вірш Василя Стуса «Як добре те, що смерті не боюсь я»:
Як добре те, що смерті не боюсь я

і не питаю, чи тяжкий мій хрест.

Що вам, богове, низько не клонюся

в передчутті недовідомих верств.
Неримовані вірші називаються «білими». В усьому іншому (розмір, ритм, чергування наголошених і ненаголошених закінчень тощо) такі вірші мало чим відрізняються від римованих. Розвиток білого вірша пов'язаний з прагненням наблизити віршовану мову до розмовної[джерело?].
У схемі римування ті рядки, які не римуються з жодним іншим, часто[коли?] позначаються [x] або [w].
Як приклад, візьмемо вірш В. Марочкіна «Не збагну…»
Не збагну. Чи наснилось, а може, насправді…

Наче в трави пірнаю, наче в травах тону…

А на поміч не кличу. Немов божевільний, Вигрібаю чогось на глибінь.
Спеціальні форми рими вказуються за допомогою великих літер, особливо рефрени.
[abbA accA …]
Як приклад вищенаведеної, схеми візьмемо вірш Гарета:
Приємно, катану стискаючи, Ворога перетворювати в вінегрет.

Катана — мрія самурая, Але краще її — пістолет.
У схемі римування може вказуватися також кількість складів і рід рими.
Приклад:
7wa 6mb 6mb 7wa
Далі розглянемо кільцеву або охопну риму. При цьому способі письма поєднуються перший з четвертим рядком, а другий — з третім.
Як приклад кільцевої (охопної) рими, можна використовувати цю строфу з віршів Пушкіна «Про маму»:
Що можу я? Тільки цю малість: Поцілую зморщені руки…

Ніколи вони не знали нудьги, Сил на відпочинок їм не залишалося.
Кільцева рима може мати варіанти чоловічого та жіночого родів.